# 龙安镇 (兴业县)
龙安镇，是中华人民共和国广西壮族自治区玉林市兴业县下辖的一个乡镇级行政单位。

## 行政区划
龙安镇下辖以下地区：
龙安村、马鹏村、柑坡村、太村、秧塘村、旺冲村、螺网村、腾冲村、长居村、六霍村、六西村、三角山村、牟村、杨前村和新塘村。